# SOCIMI AR-831
O SOCIMI AR-831 é um fuzil de assalto de origem italiana baseado no AR-15. A arma é operada a gás e possui câmara para o cartucho 5,56×45mm NATO.